# Vorkuta
Vorkuta  (oroszul: Воркута, komi nyelven Вöркута) bányászváros Oroszország európai részén, a Komi Köztársaságban, Moszkvától 1900 km-re északkeletre. Építkezésein és bányáiban a Gulag lágerrendszer több tízezer rabja dolgozott.
Lakossága: 70 548 fő (a 2010. évi népszámláláskor).

## Fekvése, éghajlata
Komiföld északkeleti peremén, Sziktivkar köztársasági fővárostól több mint 900 km-re, a városnak nevet adó Vorkuta folyó (az Usza mellékfolyója) partján terül el. A Komiföldet délnyugat–északkeleti irányban átszelő Kotlasz–Vorkuta vasúti fővonal utolsó nagy állomása.
Mintegy 150 km-rel az északi sarkkörön túl, a Bolsezemelszkaja-tundra ('nagyföldi tundra') keleti szélén, örökké fagyott talajon épült. Kelet felé már a Sarki-Urál hegyei magasodnak. A hatalmas kiterjedésű pecsorai szénmedence legjelentősebb lelőhelyének központja.
Vorkuta szubarktikus klímája rövid, hűvös nyarat és nagyon hideg, száraz telet jelent. A februári átlaghőmérséklet −20 °C, a júliusi 13 °C. A valaha mért legalacsonyabb hőmérséklet −52 °C (1978. december), a legmagasabb 34 °C (1990. július). A csapadék évi mennyisége 531 mm.

## Története
A várost 1931-ben alapították a pecsorai szénmedence erőforrásainak kiaknázására. A termelést elsősorban a közelben ebből a célból létrehozott Gulag-tábor foglyai végezték.
1942-re elkészült a teljes vasútvonal, és megkezdődött a vorkutai szén szállítása a központi körzetekbe és a kohászati üzemekbe. Ez csökkentette a krónikus szénhiányt, hiszen a donyeci szénmedence a német megszálló csapatok kezére került.
1943. november 26-án városi rangot kapott. 1951-ben a környező kis bányásztelepüléseket a városhoz csatolták, ezeket 1956-ban egységes városi szervezetté alakították, közös központtal. Az 1960-as években nagyobb építkezések kezdődtek, ekkor emelték a fontosabb igazgatási, oktatási, kulturális szervezetek épületeit, a fagyott talaj miatt mindet különleges technológiával, cölöpökre alapozva. Az 1970-es évek végére a város lélekszáma elérte a százezer főt.
Vorkuta az 1930-as évektől az 1950-es évek végéig a Gulag lágerrendszer egyik legnagyobb és éghajlati jellemzői miatt is egyik legkegyetlenebb helye volt. Kezdetben az Abez központú Pecsorlaghoz tartozott. Az „átnevelő munkatáborok” itteni szervezetét (Vorkutlag) 1938-ban hozták létre. A szervezetéhez tartozó (nem csak vorkutai) táborok foglyainak összlétszáma 1951-ben elérte a 73 000 főt. Foglyok dolgoztak a bányákban, az üzemek, a vasút és a települések, a kikötők és a víztározók építkezésein, földtani feltáró munkákon és fakitermeléseken. Az embertelen munka- és életkörülmények, a zord téli időjárás következtében tízezrek haltak meg. Több alkalommal felkelés tört ki, a legnagyobb 1953-ban, ezeket rendre megtorlás követte. A Gulag szervezetének feloszlatása (átszervezése) után Vorkutában továbbra is megmaradtak a belügyminisztérium illetékes szervei.
A Szovjetunió felbomlása és a szénbányászat akkori visszafejlesztése erősen sújtotta a várost, a kifizetések és az ellátás zavarai miatt bányászsztrájkok is voltak. Az egyébként is zord éghajlatú városból tömegesen költöztek délebbi tájakra. Az 1990-es évek közepén megkezdődtek a bányabezárások, 2009-ben már csak öt bánya termelt.

## Népesség
- 1959-ben 55 668 lakosa volt.
- 1979-ben 100 210 lakosa volt.
- 1989-ben 115 646 lakosa volt.
- 2002-ben 84 917 lakosa volt.
- 2010-ben 70 551 lakosa volt, melynek 77,7%-a orosz, 7,9%-a ukrán, 2,9%-a tatár és 1,7%-a komi.

## Gazdasága
Vorkuta a 21. század elején is az európai északi országrész széntermelésének központja maradt. Legnagyobb iparvállalata a Szeversztal holdinghoz tartozó Vorkutaugol („ugol” jelentése 'szén'). Elsősorban szénkitermeléssel és -dúsítással, a szén piacra juttatásával foglalkozik. A vorkutai szeneket jó minőségük miatt elsősorban a kohászatban hasznosítják, fűtőanyagként és lakossági felhasználásra inkább a kevésbé minőségi uhtai szenet használják.
A város egyik nagy gépipari vállalata a Vorkutaugolhoz tartozó mechanikai gyár. Az 1944 óta működő gyár a bányák berendezéseinek javítását, felújítását, korszerűsítését végzi. Saját öntödével is rendelkezik.

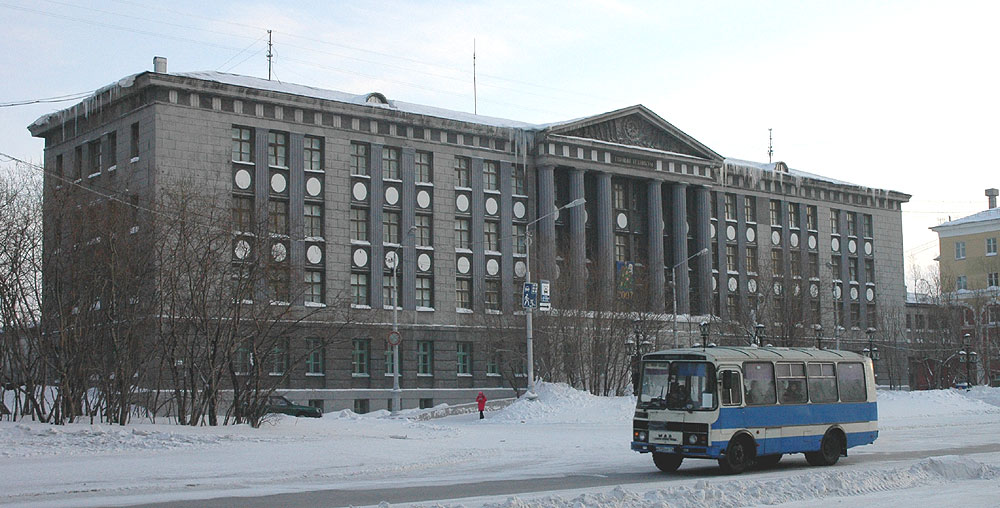
Bányászati Főiskola, Vorkuta

1993-ban kezdte meg a termelést a központi széndúsító üzem (Pecsorszkaja centralnaja obogatyityelnaja fabrika), szintén a Vorkutaugol vállalata. 2013-ban 7,5 millió tonna szenet dolgoztak fel és a termelés további növekedését tervezték.
25 km-re a várostól, a folyó túlsó partján 1950 óta működik a cementgyár. A villamosenergia-ellátást a helyben bányászott szénre alapított két hőerőmű biztosítja.

## A város és környéke
A város főútjain több emeletes épülettömb, köztük az 1950-es és 1960-as évek szovjet építészetére jellemző monumentális neoklasszicista épületek magasodnak. Ilyen a bányaipari technikum, az úttörőház és a bányászok kultúrházának épülete. Utóbbiban működik a város színháza, melynek története szintén a lágerekhez kapcsolódik: első rendezői, színészei a kényszermunkára küldött művészekből kerültek ki.
1960-ban helytörténeti múzeum nyílt. A város és a járás, a szénbányászat és a Gulag történeti anyagain kívül természetrajzi, nyenyec néprajzi gyűjteménnyel és képgalériával is rendelkezik. Korábbi épületéből 2014-ben nagyobb területű, de régi épületbe költöztették át.
A környék bányái Vorkutát ellipszis alakban veszik körül. Mellettük önálló bányásztelepülések épültek, melyeket egymással és Vorkutával vasút és kiépített közút, autóbuszjárat köt össze. Az ún. vorkutai gyűrű településeiről, például Vorgasorból a bányászat csökkenése vagy a bányák bezárása után sokan elköltöztek. Egyes települések teljesen kihaltak (pl. Jursor vagy Jur-Sor), a négyemeletes lakótömbök néptelenül, elhagyatva sorakoznak.
A városvezetés az idegenforgalmat szabadtéri emlékmúzeummal kívánja élénkíteni, melyet az egykori Gulag-lágerek eredeti helyszíneinek felhasználásával, illetve reprodukálásával alakítanak ki.